# Ancona
 For alternative betydninger, se Ancona (flertydig). (Se også artikler, som begynder med Ancona)
Ancona (ca. 100.000 indbyggere) er hovedby og den største by i regionen Marche i Italien. Ancona er samtidig en af de største havnebyer i Adriaterhavet med færgeforbindelser til blandt andet Kroatien og Grækenland.
Ancona ligger på den vigtige østlige jernbane, der går hele vejen fra Bologna til Brindisi.